# Zadig
Zadig o il destino. Storia orientale è un racconto filosofico di Voltaire, scritto tra il 1745 e il 1747, e pubblicato incompleto per la prima volta nel 1747 con il titolo di "Memnon, histoire orientale". L'anno successivo uscì l'edizione definitiva, con l'aggiunta di tre capitoli rispetto alla versione precedente, intitolata "Zadig ou la Destinée. Histoire orientale". Successivamente, il testo venne rielaborato e vennero aggiunti come appendice due capitoli nell'edizione di Kehl del 1784, i quali si situavano narrativamente uno prima dell'arrivo del protagonista in Siria, e l'altro dopo il capitolo XIII.
Voltaire per il racconto del cap. 3, Il cane e il cavallo, trasse spunto dal libro Peregrinaggio di tre giovani figliuoli del re di Serendippo di Cristoforo Armeno, probabilmente nella traduzione francese di Simon Gueulette, pubblicata nel 1712.
Zadig, ambientato nel medioevo, nell'anno 837 dell'egira, è una delle opere più apprezzate di Voltaire, in cui l'autore mostra tutto il suo stile vivo e brillante, ironizzando contro i pregiudizi del tempo. La vivacità della narrazione, disseminata di peripezie, sottolinea come, per quanto l'esistenza sia piena di cambiamenti, resti comunque legata al suo destino.

## Origine del nome
Il nome del protagonista, Zadig, viene dall'ebraico Zaddiq (ebr. צדיק) a sua volta imparentato con l'arabo "ṣādiq" (ar. صادق), che significa "giusto", "retto".
Il riferimento alle qualità morali del protagonista del racconto di Voltaire è evidente.

## Trama
Zadig è un giovane uomo ricco e pieno di qualità, che crede di avere tutto ciò di cui ha bisogno per essere felice.
Diventa invece vittima di una serie di disavventure, che lo portano a credere che sia impossibile per l'uomo sfuggire alla sfortuna e alla malasorte, finché incontra un eremita che gli rivela il segreto della felicità. 
Difatti, è solamente sottostando ai decreti della Provvidenza che Zadig riesce infine ad ottenere ciò che più desidera, e ad essere felice.
- Cap 1: Zadig è il più fortunato di tutti a Babilonia. Ha amici perché ha soldi, deve sposarsi con Semira, ma il nipote di un ministro, Orcan, tenta di farla rapire. Zadig, lottando per salvarla, viene ferito all'occhio sinistro. Il medico Ermete dice che è incurabile, ma lui guarisce. Semira però, si è sposata nella notte con Orcan, ripugnando i guerci. Zadig, si mette con Azora.
- Cap 2: Zadig, a seguito delle lamentele di Azora sul comportamento di una sua amica da poco vedova, decide di metterla alla prova fingendosi morto mentre lei è in campagna e facendola poi corteggiare dall'amico Cador. Mentre è a cena con Azora, Cador si sente male e le dice che l'unico rimedio è il naso di un uomo morto il giorno prima. Lei decide quindi di tagliare il naso a Zadig, il quale la riesce a fermare in tempo, rivelando l'inganno.
- Cap 3: Ripudia Azora. Gli chiedono se ha visto la cagna della regina e il cavallo del re scappare, lui dice di no e li descrive grazie ad alcuni indizi. Lo mettono in prigione.
- Cap 4: Zadig ha una bella casa ed è amico di tutti, in una discussione sui grifoni lui dice che se ci sono non van mangiati, e se non ci sono anche. Un sapiente lo accusa davanti a Yébor e lo vuol impalare, Cador lo salva. L'Envieux taglia una poesia e la dà al re come se fosse un insulto, mentre quella originale è di complimenti, lo mettono in prigione senza processo, ma la regina trova l'originale e lo liberano.
- Cap 5: festa, si elegge il più generoso ogni cinque anni, il premio va a Zadig.
- Cap 6: Zadig diventa primo ministro ed è equo.
- Cap 7: ne sa più di Yébor. Ci son due sette religiose, lui è equo. Tutti sostengono Zadig, non perché è saggio ma perché è primo ministro. La donna dell'Envieux ci prova ma lui non ci sta, invece viene sedotto da una serva di Astarté.
- Cap 8: Si innamora di Astarté, lo confessa a Cador, con un inganno dell'Envieux il re pensa di uccidere Zadig, che scappa verso l'Egitto.
- Cap 9: Missouf viene picchiata, Zadig la difende e uccide un uomo, arrivano 4 babilonesi e prendono Missouf.
- Cap 10: Gli egiziani curano Zadig, non è assassino ma ha ucciso, quindi diventa schiavo. Viene venduto a Sétoc, è subordinato al proprio paggio perché sopporta meno la fatica, finché non lo aiuta a riprendere dei soldi.
- Cap 11: Zadig convince Sétoc che non deve adorar le stelle ma chi le ha create. Le donne si bruciano quando il marito muore, seduce Almona e distrugge la tradizione.
- Cap 12: al mercato di Balzora, diverse persone di diverse nazionalità discutono e litigano sul cibo sacro, Zadig dice che tutti adorano il creatore di quel cibo, non il cibo in sé.
- Cap 13: i soldi delle donne che bruciano andavano ai preti delle stelle, che accusano Zadig di blasfemia. Almona seduce il capo dei preti poi lo dice ai giudici e li fa arrestare. Sétoc sposa Almona.
- Cap 14: Va in Siria, viene preso da alcuni briganti. Arbogad, il loro capo, vuole comprare Zadig alla propria causa. Gli racconta la propria storia e che il re di Babilonia Moabdar è morto.
- Cap 15: vede un pescatore sulla riva che vuole suicidarsi, è rovinato anche per colpa di Zadig, che gli restituisce un po' di soldi e lo manda da Cador.
- Cap 16: delle donne cercano un basilisco per il proprio padrone malato che deve mangiarlo. Zadig incontra Astarté. Zadig si propone come medico e guarisce il signore Ogul facendogli fare un po' di esercizio fisico.
- Cap 17: il principe di Hyrcanie muore, si organizza un torneo per trovare un marito ad Astarté. Il pretendente deve vincere a duello e poi risolvere degli indovinelli. Itobar perde e mentre Zadig dorme gli ruba l'armatura.
- Cap 18: incontra un eremita. Questo si comporta in modo strano e contraddittorio, ma ottiene sempre il bene, alla fine si rivela: è un angelo di Orosmade.
- Cap 19: Zadig arriva a corte, risolve gli indovinelli e poi dimostra, sconfiggendo Itobar, che questo ha rubato la sua armatura. Si sposa ed è felice, fa favori e ringrazia tutti quelli che l'hanno aiutato, è l'unico re ad avere un amico: Cador.

## Temi
I temi su cui la storia ruota sono riscontrabili in molti testi dell'illuminismo. Infatti questa storia è una critica al sistema politico e religioso della società parigina del '700. Oltre al fanatismo religioso, il problema della monarchia senza giustizia (con la corruzione), è aggiunto il tema della ricerca della felicità ostacolata dagli interessi dei politici e dei religiosi dell'epoca. Infine, la scelta dei luoghi orientali è stata fatta non solo perché era in voga in quel tempo, ma anche per criticare attraverso l'ironia i personaggi potenti non illuminati europei; per evitare di essere sottomesso a censura e per non essere né esiliato, né carcerato.